# Salles-d'Angles
Salles-d'Angles is een gemeente in het Franse departement Charente (regio Nouvelle-Aquitaine). De plaats maakt deel uit van het arrondissement Cognac. Salles-d'Angles telde op 1 januari 2022 1.007 inwoners.

## Geografie
De oppervlakte van Salles-d'Angles bedroeg op 1 januari 2022 21,8 vierkante kilometer; de bevolkingsdichtheid was toen 46,2 inwoners per km².
De onderstaande kaart toont de ligging van Salles-d'Angles met de belangrijkste infrastructuur en aangrenzende gemeenten.

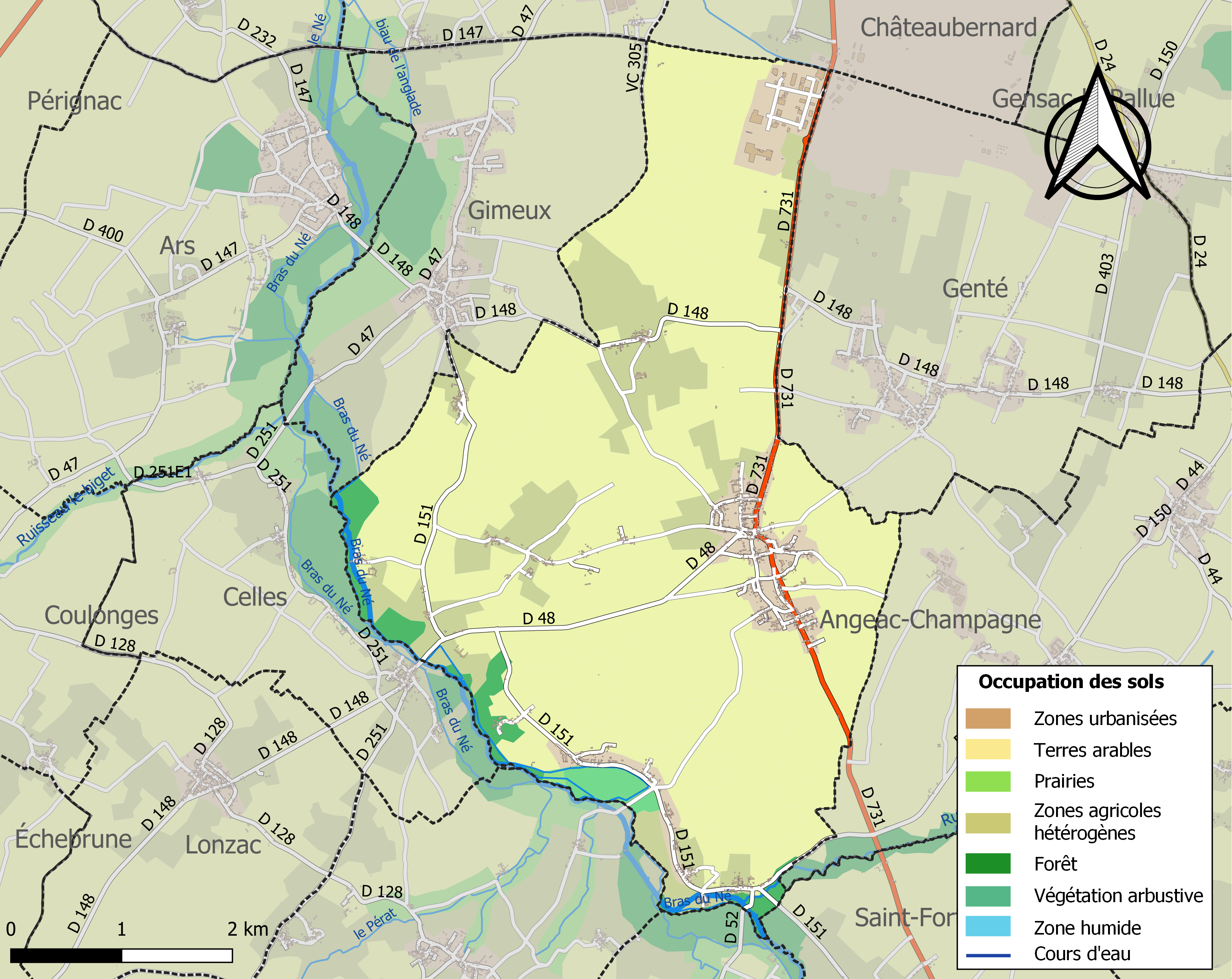

## Demografie
Onderstaande figuur toont het verloop van het inwonertal (bron: INSEE-tellingen).